# 沈雨香
沈 雨香（シン ウヒャン、英語：Woohyang Sim、朝鮮語：심 우향、1983年〈昭和58年〉 - ）は、日本の研究者。早稲田大学国際教養学部に所属しカタールチェアの主要研究者を務める助教。教育社会学、高等教育、中東湾岸諸国（GCC）を専門とする。

## 人物
2021年から早稲田大学およびカタール大学による共同事業であるカタールチェアの早稲田大学側の主要研究者を務めている。カタールチェアは、タミーム・ビン・ハマド・アール＝サーニーカタール首長が主導するイスラム地域の理解を深める共同事業であり、早稲田大学とカタール大学の両大学から10年間で1300万ドル相当の出資のもとで進められている。
沈雨香はカタールチェアでは中東湾岸諸国（GCC）における高等教育の現状とその社会的役割を中心に、教育を取り巻く人々の意識と行動、進路選択とジェンダーなどのトピックに取り組み、「中東における学位に関する意識と行動の比較研究」に従事している。
早稲田大学教育学部に在学中は教育社会学のゼミに所属し女性教育、多文化教育、社会教育、高等教育など教育を中心とする多様な学問に触れた。早稲田大学大学院教育学研究科の修士課程2年生に在籍していた2013年には、サンティアゴ・デ・コンポステーラの巡礼路800Kmを踏破した。「この800㎞があったからこそ、私は博士課程に進学し、博士論文が書けていると言っても過言ではない。」と述べている。2020年に大学院教育学研究科から博士学位授与。2021年には、ユネスコの高等教育におけるジェンダー不平等を訴えるイベントに招聘され女性の大学進学について発言した。2024年に、複数の研究に研究不正が認定されたことが公表された。

## 主張

### 研究内容
2020年4月、大学院教育学研究科において、中東湾岸諸国（特に湾岸協力会議：GCCに加盟するサウジアラビア、カタール、UAE、バーレーン、クウェート、オマーンの6か国）における女性の高い教育目標の追求（教育アスピレーション）と卒業後の進路に対する意識（労働参加意識）をテーマとした研究により博士学位を取得した。中東湾岸諸国（GCC）の女性は、必ずしも労働市場への参加を目的とするのではなく、むしろ「個人的な充足感」といった教育そのものを目的として大学進学すると主張している。これは、教育を労働と直結して捉えがちな従来の見方とは異なる視点である。
さらに沈は、「イスラム社会の法的・文化的な制限が女性の社会進出を阻害している」という通説を否定している。沈によれば、中東湾岸諸国（GCC）の女性の低い労働参加率は、実際にはそうした外的制限に起因するものではないとする。むしろ、女性たち自身が「働かない」という選択を、合理的な理由に基づき行っている結果であることが明らかになったと主張する。その具体的な理由として、大学での専攻と実際に希望する職種との間にミスマッチが存在することや、労働環境を吟味した上で、あえて働かないという合理的な選択肢を取っていることなどが発見されたとする。
高い教育を受けながらも労働市場に参加しないという、一見矛盾する現象を、個々の女性の主体的な合理的な選択として捉え直したこの研究の知見は、博士論文の審査において「高い教育アスピレーションにもかかわらず労働しない選択という、これまでの研究とは矛盾する現象を、GCC 諸国の女性の生活世界を介在させることで合理的な選択という結論を導いたことは大変興味深く、新たな理論枠組みの構築が期待される。」と評価された。
加えて、調査の困難さも評価の対象となった。「GCC地域に入って調査研究を行うことは容易ではない。2,500票を越えるアンケート調査の回答を集めたこと、24名に対するインタビュー調査を行ったことは、専門の研究者でも多くの困難を伴うものであり、この点でも評価することができる。」とされた。

### 社会的発言
ユネスコのイベントにおいて、中東湾岸諸国（GCC）では、博士学位を持った女性が仕事でも日常でも尊敬されるといった学位が高く評価される文化があるため、女性の大学進学率が非常に高くなったと主張した。そして、世界の大学をめぐる女性のジェンダー不平等について、「不平等を克服したいのであれば、女性がアジェンダに影響を与える必要がある」と発言している。
日本のグローバル人材育成に関しても、沈はいくつかの問題提起を行っている。現在、グローバル人材育成のために留学が積極的に推進されているが、留学という経験だけでは、グローバル人材に求められる要素のごく一部しか伸ばすことができないと指摘する。特に、短期留学に関しては、グローバル人材育成への貢献度が低い可能性を示唆している。その一方で、日本国内で増加している外国人留学生と日常的に接する経験が、グローバル人材に求められる多様な要素を涵養する上で有効な手段となり得る可能性も指摘する。

## 研究不正
文部科学省、日本学術振興会、早稲田大学は、2024年に、博士論文を含む大学院在学時に行われた研究に基づく複数の研究成果に研究不正があったと認定したことを公表した。博士論文、修士論文を含む5つの論文および3つの学会発表の計8つの研究成果が調査対象となり、その全てについて、改ざん・自己盗用、不適切な研究行為（QRP:Questionable Research Practice）のいずれかまたは全てが認定された。アンケートデータやインタビューデータの改ざんに加えて改ざんしたデータを出典を記載せずに複数の研究成果で使い回したことが自己盗用とされた。
米国のCenter for Scientific Integrityが運営する研究公正ニュースサイトであるリトラクションウォッチの2023年5月18日の報道によると、沈雨香は研究不正を否定し、英語が母国語でないことによる正確な翻訳作業の苦労や不注意が重なった結果であると弁明した。読売新聞は早稲田大学の内部資料を入手し研究不正の責任について指導教員により重い責任を判断したことについて報じた。MyNewsJapanは、文部科学省に対して情報公開法に基づく開示請求を行い、早稲田大学から盛山正仁文部科学大臣宛に提出された約40頁の調査報告書を入手して公開し、指導教員の責任について判断がなされていたことを報じた。
博士論文に研究不正が認定されたことを受けて、指導教員が博士論文の訂正の対応を担当し、2025年1月29日に訂正申請、2月25日に訂正承認が行われた。この結果、沈雨香の博士論文は60項目の訂正を経て学位が維持されることとなった（大量訂正）。博士論文以外のその他の調査対象となった研究成果は訂正、撤回または論文出版元大学からの提供停止等の扱いがなされている。

## 経歴
1983年生まれ、韓国出身。
2008年来日、早稲田大学教育学部教育学科生涯教育学専修入学。
2012年3月 早稲田大学教育学部生涯教育学専修卒業。
2014年3月 早稲田大学大学院教育学研究科修士課程修了。指導教員は吉田文。
2014年4月 早稲田大学大学院教育学研究科博士課程入学。
2015年4月 - 2017年03月 早稲田大学 教育・総合科学学術院 教育総合研究所 研究協力員
2015年 Sheikh Saud bin Saqr Al Qasimi Foundation for Policy and Research   Research Intern
2016年 Sheikh Saud bin Saqr Al Qasimi Foundation for Policy and Research   Visiting Doctoral Scholar
2018年4月-2020年3月 早稲田大学教育学部 助手
2019年 King Faisal Center for Research and Islamic Studies Visiting Fellow
2020年4月 博士学位授与。指導教員、主査は吉田文。
2021年4月 早稲田大学国際教養学部 助教（カタールチェア担当）
2024年3月 早稲田大学からの研究不正の公表
2025年2月 博士論文の訂正の承認

## 研究業績

### 学位論文

#### 博士論文
- 沈雨香(Sim, Woohyang ) (28 April 2020). What is higher education for? Educational aspirations and career prospects of women in the Arab Gulf [中東湾岸諸国の女性はなぜ高等教育へ進むのか] (博士（教育学） thesis) (英語). 早稲田大学. pp. 1–235. hdl:2065/00074141. NAID 500001893124. 学位授与番号: 甲第6108号、NDLJP:11816100. 2025年3月6日閲覧.{{cite thesis}}:  CS1メンテナンス: 先頭の0を省略したymd形式の日付 (カテゴリ)[15]
  - 訂正報告[注 2]:吉田文ほか『訂正確認報告書』（レポート）早稲田大学、2025年、1-20頁。hdl:2065/00074141。オリジナルの2025年3月31日時点におけるアーカイブ。2025年3月31日閲覧。[34]

### 論文
- Sim, Woohyang (2020-07-29). “For Love, Money and Status, or Personal Growth? A Survey of Young Emirati Women's Educational Aspirations”. Gulf Education and Social Policy Review (GESPR). Corrected (Sheikh Saud bin Saqr Al Qasimi Foundation for Policy and Research: Knowledge E) 1 (1):  73-90. doi:10.18502/gespr.v1i1.7470.[43]　
  - 訂正通知[注 3]:Sim, Woohyang (2025-02-20). “Corrigendum to “Love, Money, and Status, or Personal Growth? A Survey of Young Emirati Women’s Educational Aspirations” [GESPR 1(1) (2020) 73–90”]. Gulf Education and Social Policy Review (GESPR) (Sheikh Saud bin Saqr Al Qasimi Foundation for Policy and Research: Knowledge E) 6 (1):  127. doi:10.18502/gespr.v6i1.18173.[35]
  - 訂正前版[注 4]:Sim, Woohyang (2020-07-29). “For Love, Money and Status, or Personal Growth? A Survey of Young Emirati Women's Educational Aspirations”. Gulf Education and Social Policy Review (GESPR). First Edition (Sheikh Saud bin Saqr Al Qasimi Foundation for Policy and Research: Knowledge E) 1 (1):  73-90.  オリジナルの2022-02-13時点におけるアーカイブ。.
- Sim, Woohyang (2021-03-31). “Does What You Study Matter? Comparison of Career Aspirations Between Female Students in Arts and Science Streams in the UAE's Higher Educational Institutions”. 早稲田教育評論=Waseda review of education (早稲田大学教育総合研究所=Institute for Advanced Studies in Education) 35 (1):  47-58. CRID 1520009409719614848. hdl:2065/00074735. ISSN 0914-5680.  オリジナルの2023-09-23時点におけるアーカイブ。. 国立国会図書館書誌ID:031405620
  - 撤回通知[注 5]:“教育総合研究所 紀要『早稲田教育評論』 第35巻第1号 目次” (PDF). hdl:2065/00074730. ISSN 0914-5680. 2025年3月31日閲覧.[36]
  - 撤回通知[注 6]:“教育総合研究所 ウェブサイト”.   早稲田大学. 2025年3月31日閲覧。[37]
- Sim, Woohyang (2016-01-01). “The Educational Aspirations of Saudi Arabian Youth: Implications for Creating a New Framework to Explain Saudi Arabian Society”. FIRE: Forum for International Research in Education (Pennsylvania:  Lehigh University) 3 (2):  60-78. CRID 1360865817581401728. doi:10.18275/fire201603021081. ISSN 2326-3873.[注 7]
  - 提供停止[注 8]:“Lehigh Preserve: Institutional Repository”. FIRE: Forum for International Research in Education. Pennsylvania:  Lehigh University. doi:10.18275/fire201603021081 (inactive 31 March 2025). 2025年3月31日閲覧.{{cite web2}}:  CS1メンテナンス: url-status (カテゴリ) CS1メンテナンス: リンク切れのDOI (カテゴリ)[リンク切れ][38]

### 学会発表・講演

#### （学会発表）
- 沈雨香 (21 October 2017). 女性の高等教育、その意味と役割の再考察―中東湾岸諸国における女性の高学歴化を題材に (PDF). 日本教育社会学会第 69 回大会 (発表要旨集録). 一橋大学. pp. 58–59. 2023年11月28日時点のオリジナル (PDF)よりアーカイブ. 2025年3月31日閲覧.
- 沈雨香 (3 September 2018). 中東湾岸諸国における大学の機能とジェンダー―教育熱、進学目的、価値意識における意識の男女差に着目して― (PDF). 日本教育社会学会第 70 回大会 (発表要旨集録). 佛教⼤学紫野キャンパス. pp. 257–258. 2023年11月28日時点のオリジナル (PDF)よりアーカイブ. 日本教育社会学会より2025年3月31日閲覧.
- Sim, Woohyang (7 April 2018). What is Higher Education for? A comparative study between United Arab Emirates and other Gulf countries (PDF). Eighth Biannual Gulf Comparative Education Society Symposium(GCES). Hilton Garden Inn, Ras Al Khaimah, United Arab Emirates. 2023年5月30日時点のオリジナル (PDF)よりアーカイブ. The Gulf Comparative Education Societyより2025年3月31日閲覧. {{cite conference}}: |archive-date=と|archive-url=の日付が異なります。（もしかして：2022年3月17日） (説明)

#### （招待講演）
- 2020年7月 吉田文; 沈雨香. “日本の教育と社会を見る——若者文化と日中比較を通じて（インターナショナル・サマースクールプログラムオンライン集中講義）”. 東南大学外国語学院. 2022年3月1日時点のオリジナルよりアーカイブ。2024年3月1日閲覧。（『中日交流主题暑期学校2021成果汇报册』（レポート）東南大学、11頁。オリジナルの2024年1月18日時点におけるアーカイブ。）[44]
- 2021年3月10日 Sim, Woohyang. “Has the female advantage put an end to gender inequalities? A report and a debate seek to provide an answer” (英語).   UNESCO IESALC. 2023年2月6日時点のオリジナルよりアーカイブ。2023年3月1日閲覧。[17][19][20]。（動画配信：Women in higher education: has the female advantage put an end to gender inequalities? - YouTube[18]）
- 2024年10月13日 沈雨香. “「第61回SGRAフォーラム『日本の高等教育のグローバル化!?』報告」”. 関口グローバル研究会. SGRAイベントの報告. 2024年3月1日時点のオリジナルよりアーカイブ。2024年3月1日閲覧。[45]（会場：早稲田大学国際会議場第一会議室）（沈雨香; 吉田文; シン・ジョンチョル; 関沢和泉; ムラット・チャクル; 金範洙『SGRA レポート87　第61回SGRAフォーラム講演録「日本の高等教育のグローバル化⁉」』（レポート）渥美国際交流財団関口グローバル研究会 （SGRA）〈SGRAレポート No. 0087〉、2019年3月26日。オリジナルの2022年12月25日時点におけるアーカイブ。）

### 分担執筆
- 沈雨香 著「特論3 中東湾岸諸国における女子高等教育進学に関する研究―女性の高学歴化現象の背景に関する考察」、木村友香 編『女子薬学専門学校の研究　女子教育の困難をこえて』三省堂書店／創英社、2022年4月。ISBN 978-4-87923-143-7。
- 沈雨香、アキバリ・フーリエ 著「第5章 ヴェールの可視性から考える在日外国人ムスリム女性の葛藤」、長澤榮治、嶺崎寛子 編『日本に暮らすムスリム (イスラーム・ジェンダー・スタディーズ)』明石書店、2024年2月29日、96-112頁。ISBN 978-4750357164。

### 競争的資金（公的資金）

#### （代表）
- （科研費）日本学術振興会 研究活動スタート支援：沈雨香. “サウジアラビアにおける女性の高学歴化と卒業後の進路選択 （研究課題番号：18H05752、研究期間：2018-08-24 – 2020-03-31、金額：299万円）”. 2024年5月1日閲覧.
- （科研費）日本学術振興会 若手研究：沈雨香. “中東湾岸諸国女性の進学意識の規定要因に関する実証研究 （研究課題番号：19K14134、研究期間：2019-04-01 – 2024-03-31、金額：416万円）”. 2024年5月1日閲覧.

#### （分担）
- （科研費）日本学術振興会 基盤研究(B)：吉田文（代表）; 濱中淳子; 杉本和弘; 杉谷祐美子; 沈雨香 . “カリキュラムマネジメントからみた東アジア高等教育システムの特質：日・韓・台の比較（研究課題番号：23H00944、研究期間：2023-04-01 – 2026-03-31、金額：1,872万円）”. 2024年5月1日閲覧.

### 研究内容に関する報道
- Fox, Edward (2018年5月7日). “In Education, Gulf Women Don’t Focus on Jobs”. Al-Fanar Media (London).  オリジナルの2022年2月26日時点におけるアーカイブ。 2022年3月1日閲覧。 {{cite news}}: 名無し引数「洋書」は無視されます。 (説明)⚠[26] - アル・カシミ政策研究財団が主催した2018年4月の第8回湾岸比較教育学会シンポジウム（8th Biannual  Gulf Comparative Education Society Symposium）での湾岸諸国の女性の大学進学は労働市場への参加ではなく個人的な充足感を得るためであることがわかったという発表内容が報道された。
- Maria Elena Hurtado (2021年3月12日). “Gender inequality in higher education persists” (英語). University World News (London).  オリジナルの2021年3月12日時点におけるアーカイブ。 2023年3月1日閲覧。 {{cite news}}: 名無し引数「洋書」は無視されます。 (説明)CS1メンテナンス: 先頭の0を省略したymd形式の日付 (カテゴリ)⚠[19] - ユネスコのイベントに招待講演された際の「不平等を克服したいのであれば、女性がアジェンダに影響を与える必要がある」という発言が報道された。